# Малая Трошина
Малая Трошина — деревня в Юргинском районе Тюменской области России. Входит в состав Лабинского сельского поселения.

## География
Деревня находится в центральной части Тюменской области, в пределах юго-западной части Западно-Сибирской низменности, в подзоне южной тайги,на берегу рек Ефимовская речка и Большой Агарак, на расстоянии примерно 33 километров (по прямой) к востоку от села Юргинского, административного центра района.

### Климат
Климат континентальный с холодной многоснежной зимой и тёплым относительно коротким летом. Продолжительность безморозного периода составляет в среднем 110 дней. Абсолютная годовая амплитуда температуры воздуха достигает 80-85 °C. Среднегодовое количество атмосферных осадков составляет 340 мм, из которых большая часть выпадает в тёплый период.

### Часовой пояс
Деревня Малая Трошина, как и вся Тюменская область, находится в часовой зоне МСК+2. Смещение применяемого времени относительно UTC составляет +5:00.

## Население
| 2010 |
| ---- |
| 69   |

## Инфраструктура
В деревне 2 улицы — Центральная и Новая. В деревне находится ФАП.